# Salou
Salou je město v provincii Tarragona v Katalánsku na východě Španělska. Město se nachází ve vzdálenosti přibližně 10 km od Tarragony a 112 km jižně od Barcelony. Žije zde 26 775 obyvatel (2018). Salou je nejpopulárnější přímořská destinace v oblasti Costa Daurada. Předměstí Salou se nazývá Villafortuny.